# NJ/NY 고섬 FC
NJ/NY 고섬 FC(NJ/NY Gotham FC)는 내셔널 우먼스 사커 리그에 참가하는 미국 뉴저지주 피스캐터웨이에 있는 여자 축구팀이다.